# Big Time (álbum de Little Texas)
Big Time é o segundo álbum de estúdio da banda Little Texas, lançado em 1993.

## Faixas
| N.º            | Título                        | Compositor(es)                                              | Duração |  |
| 1.             | "Forget About Forgetting You" | Tommy Barnes / Porter Howell / Dwayne O'Brien / Brady Seals | 3:09    |  |
| 2.             | "What Might Have Been"        | Porter Howell / Dwayne O'Brien / Brady Seals                | 3:58    |  |
| 3.             | "Only Thing I'm Sure Of"      | Porter Howell / Dwayne O'Brien / Brady Seals                | 3:25    |  |
| 4.             | "My Love"                     | Tommy Barnes / Porter Howell / Brady Seals                  | 4:05    |  |
| 5.             | "Stop on a Dime"              | Porter Howell / Dwayne O'Brien / Brady Seals                | 3:05    |  |
| 6.             | "God Blessed Texas"           | Porter Howell / Brady Seals                                 | 4:05    |  |
| 7.             | "Love an Learn"               | Porter Howell / Dwayne O'Brien                              | 3:54    |  |
| 8.             | "My Town"                     | Michael Stanley                                             | 4:21    |  |
| 9.             | "This Time It's Real"         | Porter Howell / Dwayne O'Brien / Brady Seals                | 4:01    |  |
| 10.            | "Cutoff Jeans"                | Ronnie Samoset / Brady Seals / Troy Seals                   | 3:35    |  |
| Duração total: | Duração total:                | Duração total:                                              | 37:38   |  |